# Marila laxiflora
Marila laxiflora är en tvåhjärtbladig växtart som beskrevs av Henry Hurd Rusby. Marila laxiflora ingår i släktet Marila och familjen Calophyllaceae. Inga underarter finns listade i Catalogue of Life.